# Platyarthrus
Platyarthrus är ett släkte av kräftdjur som beskrevs av Brandt 1833. Platyarthrus ingår i familjen myrbogråsuggor.

## Dottertaxa tillPlatyarthrus, i alfabetisk ordning[1][2]
- Platyarthrus acropyga
- Platyarthrus adonis
- Platyarthrus aiasensis
- Platyarthrus almanus
- Platyarthrus atanassovi
- Platyarthrus beieri
- Platyarthrus briani
- Platyarthrus caudatus
- Platyarthrus codinai
- Platyarthrus coronatus
- Platyarthrus corsicus
- Platyarthrus costulatus
- Platyarthrus dalmaticus
- Platyarthrus dobrogicus
- Platyarthrus dollfusi
- Platyarthrus esterelanus
- Platyarthrus haplophthalmoides
- Platyarthrus hoffmannseggi
- Platyarthrus hoffmannseggii
- Platyarthrus kislarensis
- Platyarthrus kosswigii
- Platyarthrus lerinensis
- Platyarthrus lindbergi
- Platyarthrus maderensis
- Platyarthrus mesasiaticus
- Platyarthrus messorum
- Platyarthrus myrmicidarum
- Platyarthrus parisii
- Platyarthrus reticulatus
- Platyarthrus schoebli
- Platyarthrus sorrentinus
- Platyarthrus stadleri